# Bisa (Aude)
Bia (en francès Bize-Minervois) és un municipi francès situat al departament de l'Aude i a la regió d'Occitània.